# ノーマン・ガースティン
ノーマン・ガースティン（Norman Garstin、1847年8月28日 - 1926年6月22日）はアイルランド生まれのイギリスの画家である。19世紀末、イギリスのコーンウォールの漁村、ニューリンに集まった「ニューリン派」の画家の一人である。

## 略歴
アイルランド、リムリック県のCahirconlishに生まれた。父親が自殺し、おばと祖父母に育てられた。ジャージーのヴィクトリア・カレッジに入学し、しばらくエンジニア、建築家として働いた後、金やダイヤモンドの採掘で儲けようと南アフリカに渡った。友人にダイヤモンドを掘り当て、後に政治家となるセシル・ローズがいたが、ガースティンは成功せず、南アフリカで新聞、"The Cape Times" を創刊した。新聞記者として、評価を得たが、経済的には好転しなかったので1877年に地主、画家になるためにアイルランドに戻った。
1880年にベルギーの、アントウェルペン王立芸術学院に入学し、シャルル・ヴェルラ(Charles Verlat)に学んだ後、パリの画家、カロリュス＝デュラン（Carolus-Duran）の工房で3年間、働いた。その後、南フランス、イタリア、モロッコ、スペインを旅した。1885年にニューリン派の画家と知り合い、1年後にニューリンに住むようになった。1890年に隣町のペンザンスに移り、現在、ニューリン派の美術館になっているペンリー・ハウスに近いWellington Terraceに長く住んだ。、
同時代に、ロンドンで活動したアメリカ出身の画家、ジェームズ・マクニール・ホイッスラーと同じように色調や画面構成などには浮世絵をはじめとする日本美術の影響を受けた作風であるとされる。「バルビゾン派」の画家や、印象派のエドゥアール・マネやエドガー・ドガの影響も受けているとされる。

## 作品

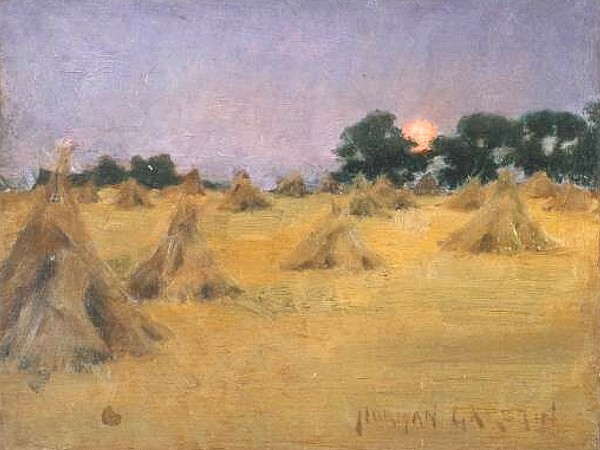
Haycocks And Sun,1886
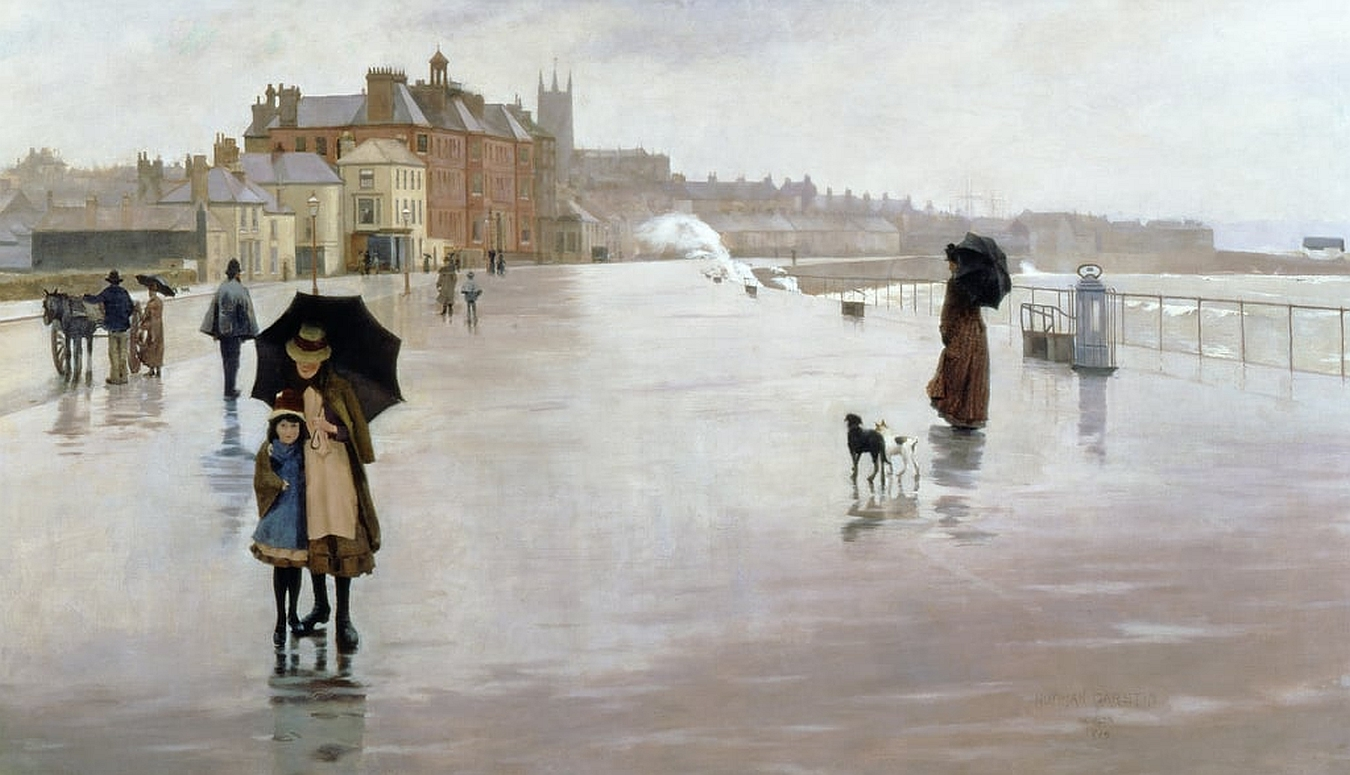
It Raineth Every Day,1889
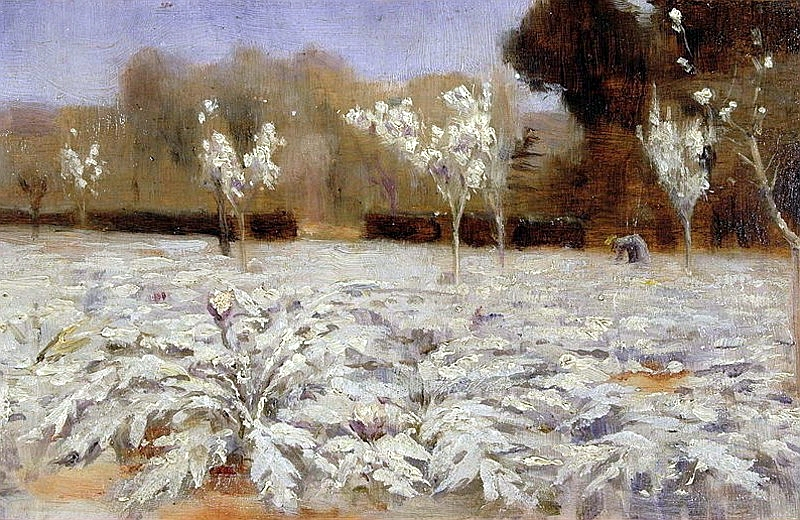
Artichokes Hyeres(1883)

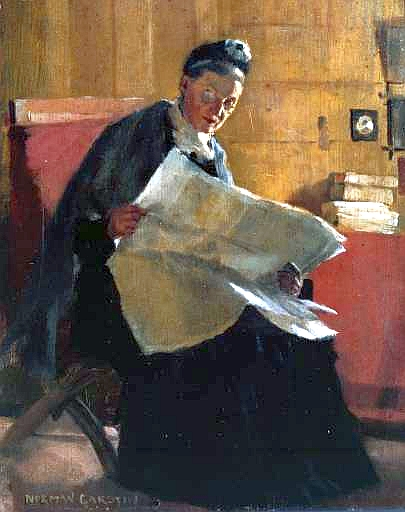
A Woman Reading A Newspaper,1891
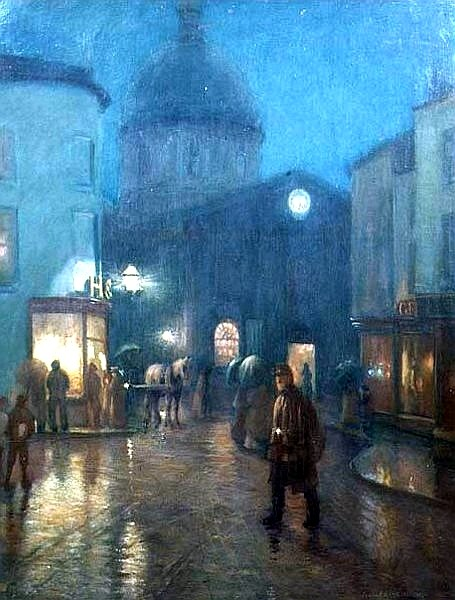
A Steady Drizzle,
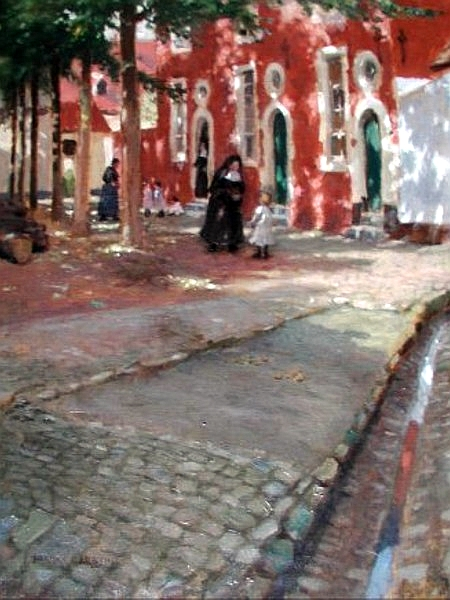
The Red Houses, 1912,
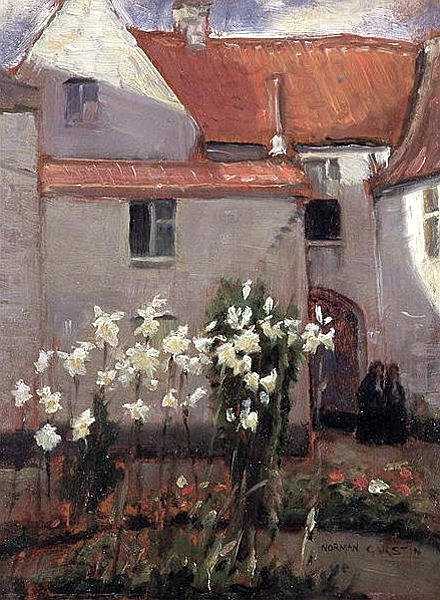
Madonna Lilies